# St. Christoph am Arlberg

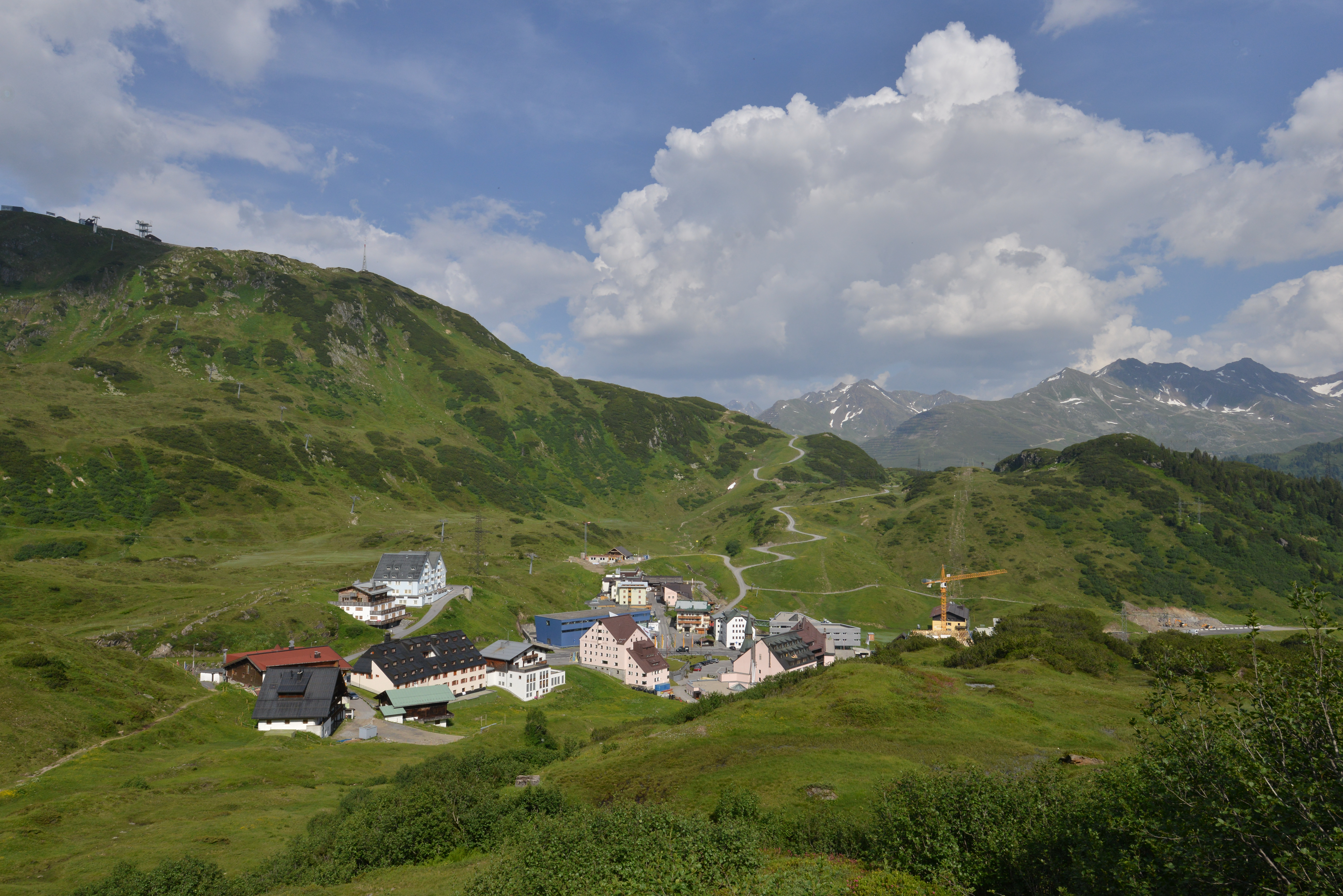
Sankt Christoph am Arlberg

Sankt Christoph am Arlberg ist ein kleiner Wintersportort in der Arlbergregion und im Stanzertal in Tirol, und gehört zur Gemeinde St. Anton am Arlberg im Bezirk Landeck.

## Geografie
St. Christoph liegt direkt unterhalb des Arlbergpasses (1793 m ü. A.) an der Grenze zu Vorarlberg, zwischen Vallugagruppe der Lechtaler Alpen und Kaltenberggruppe des Verwallgebirges.
Das Dorf umfasst etwa 25 Gebäude und gehört zur Ortschaft St. Anton am Arlberg.
St. Christoph ist mit einer Seehöhe von 1765 m ü. A. einer der höchstgelegenen Schiorte Österreichs und der Ostalpen.
Nachbarorte:
|                                                 |                                             |        |
| Alpe Rauz (Gem. Klösterle, Bez. Bludenz, Vlbg.) | Kompassrose, die auf Nachbargemeinden zeigt | Stadle |
|                                                 |                                             |        |

## Geschichte, Wirtschaft und Sehenswürdigkeiten
St. Christoph stellt sich heute als reiner Tourismusort im Zentrum der Arlbergregion und des Skigebietes Ski Arlberg dar und gehört mit zur Tiroler Ferienregion St. Anton am Arlberg, und zur mit Vorarlberg grenzübergreifenden Wintersportkooperation Ski Arlberg.
Liste der Anlagen in St. Christoph
| Name                     | Baujahr   | System  | Höhe ü.A. Talstation [Meter] | Höhe ü.A. Bergstation [Meter] | Strecken- länge [Meter] | Beförderungs- kapazität [Pers./Stunde] | Betrieb Winter | Betrieb Sommer |
| ------------------------ | --------- | ------- | ---------------------------- | ----------------------------- | ----------------------- | -------------------------------------- | -------------- | -------------- |
| Arlenmähderbahn          | 2003      | 6-CLD/B | 1.834                        | 2.331                         | 1.629                   | 2.600                                  | W              | 0              |
| Maienseelift I           | 1953/2013 | 1-SL    | 1.750                        | 1.857                         | 508                     | 1.260                                  | W              | 0              |
| Maienseelift II          | 1960/2012 | 1-SL    | 1.750                        | 1.857                         | 508                     | 1.310                                  | W              | 0              |
| St. Christophbahn        | 1995      | 4-CLD/B | 1.781                        | 2.182                         | 1.080                   | 2.000                                  | W              | 0              |
| Übungslift St. Christoph | 1992/2005 | 1-SL    | 1.766                        | 1.782                         | 103                     | 795                                    | W              | 0              |

Die Abkürzungen in der Spalte „System“ sind unter Luftseilbahn erläutert.
Letzte 2 Spalten:
W = Winterbetrieb / S = Sommerbetrieb; jeweils grün unterlegt
0 = kein Sommerbetrieb, rot hinterlegt
Bekannt geworden ist St. Christoph am Arlberg durch seine zentrale und wichtige Rolle in der Entwicklung des alpinen Skilaufs und des Österreichischen Skilehrwesens, ausgehend vom ehemaligen Bundessportheim St. Christoph und seinen früheren Leitern, unter anderem Stefan Kruckenhauser und später Franz Hoppichler. Die heutige Bundes Ski Akademie steht unter der Führung des Österreichischen Skiverbandes (ÖSV) und dient vor allem als Ausbildungsstätte der Staatlichen Skilehrer- und Trainerausbildung und für Sportstudenten.
In diesem Dorf befindet sich auch das im 14. Jahrhundert erbaute Hospiz St. Christoph – ursprünglich eine Herberge im Sinne einer Schutzhütte, die Reisenden Zuflucht vor Wetterkapriolen bot, mit der Zeit zum Gasthaus, im 20. Jahrhundert dann zum Hotel ausgebaut wurde und heute den Siedlungskern des Dorfes darstellt. Heute ist der Ort Sitz der Bruderschaft St. Christoph und beherbergt einige exklusive Hotels und gemütliche Gasthöfe. Die Filialkirche (Kaplaneikirche) hl. Christophorus beim Hospiz steht unter Denkmalschutz.

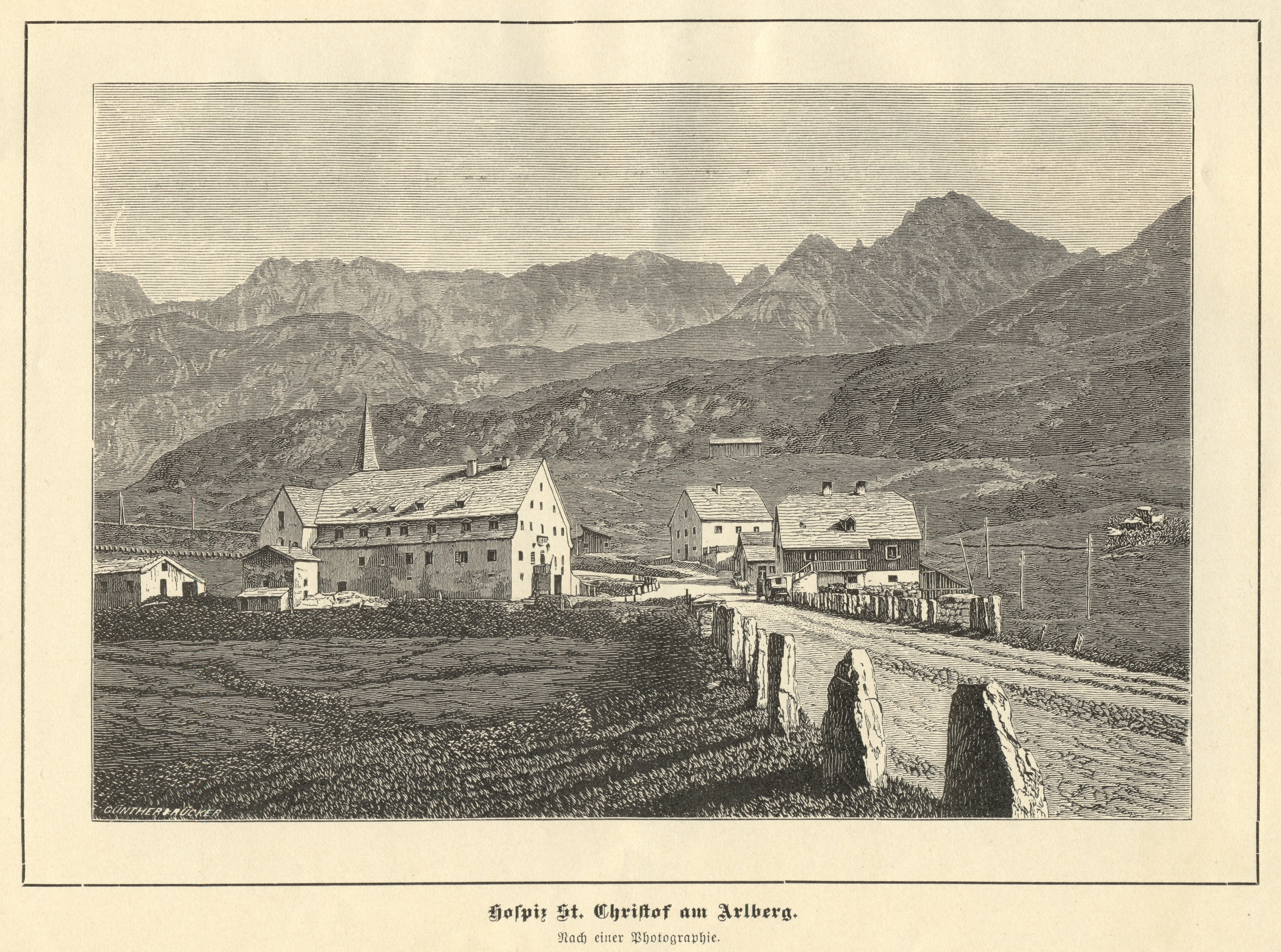
Hospiz St. Christoph 1889, im Hintergrund die Valluga
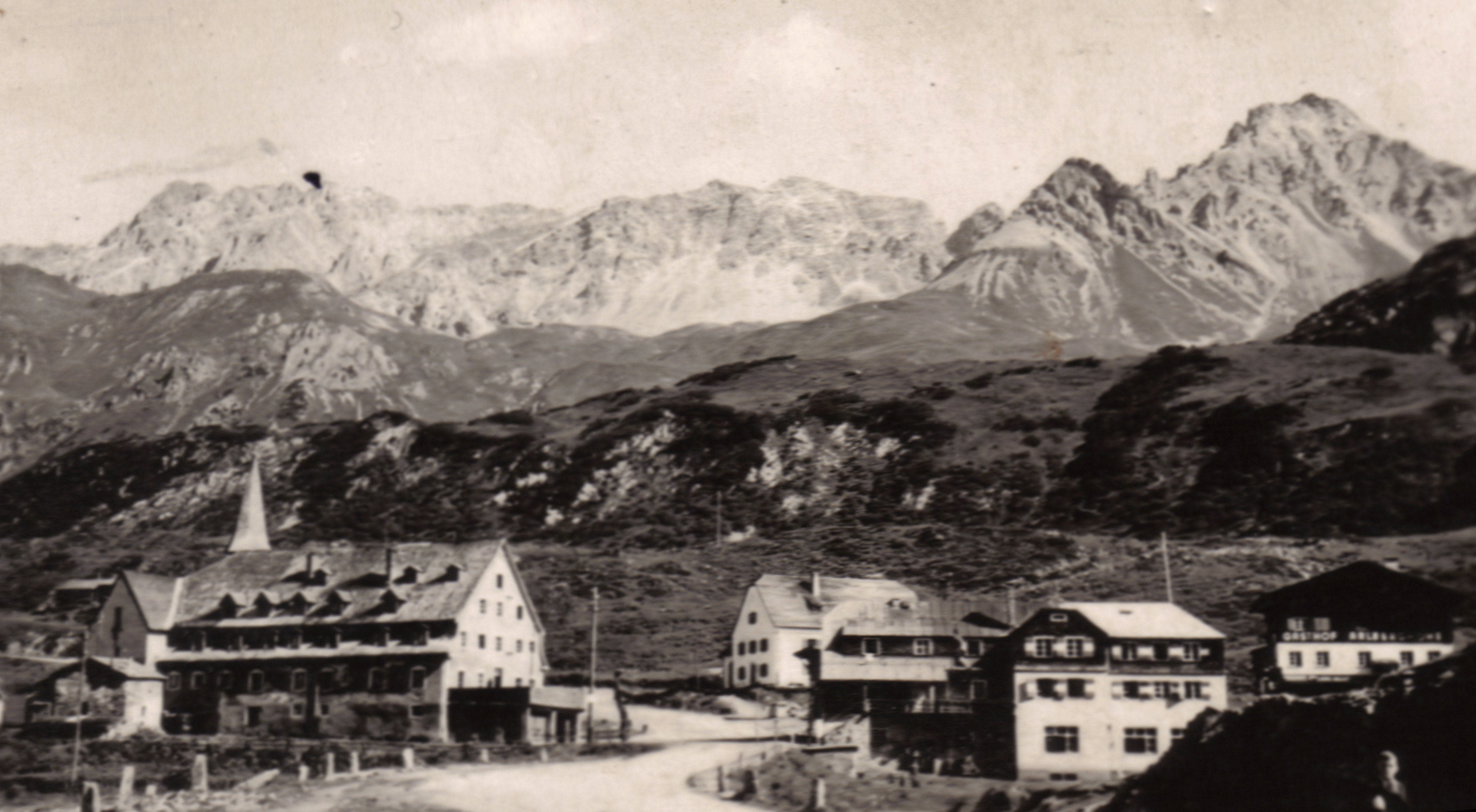
St. Christoph am Arlberg 1946
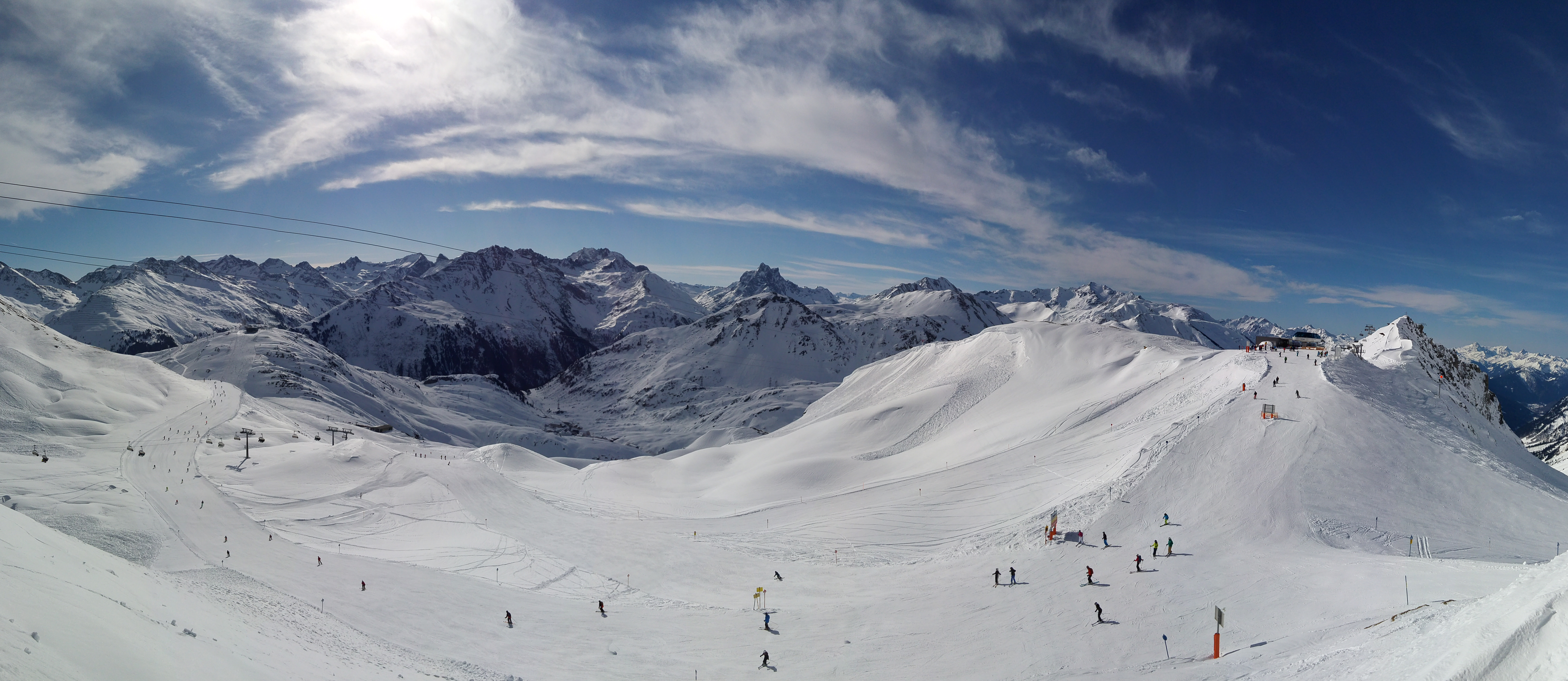
Ausblick von der Ulmer Hütte auf das Skigebiet. Unten halbrechts der Ort St. Christoph.
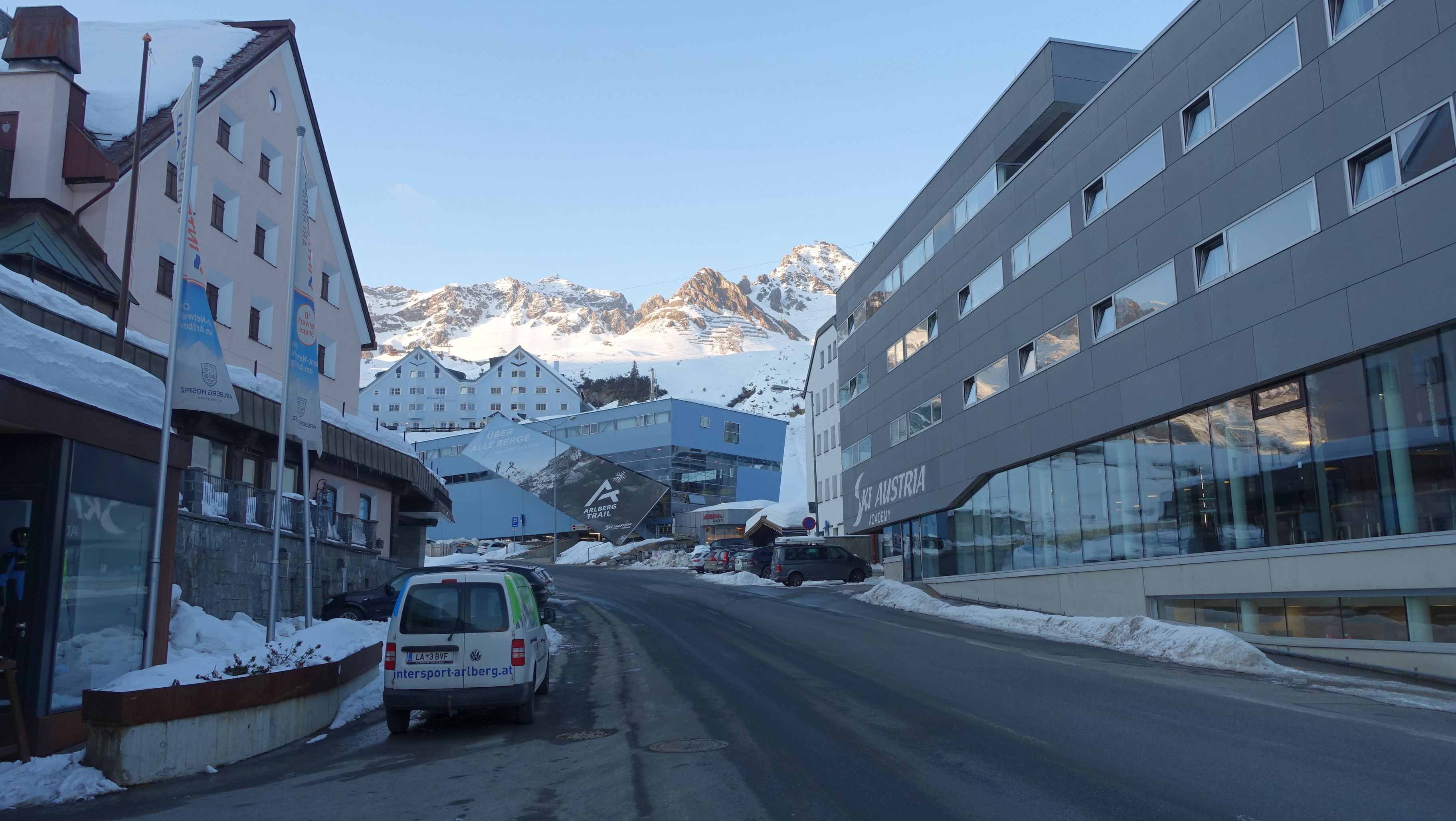
Ortsdurchfahrt
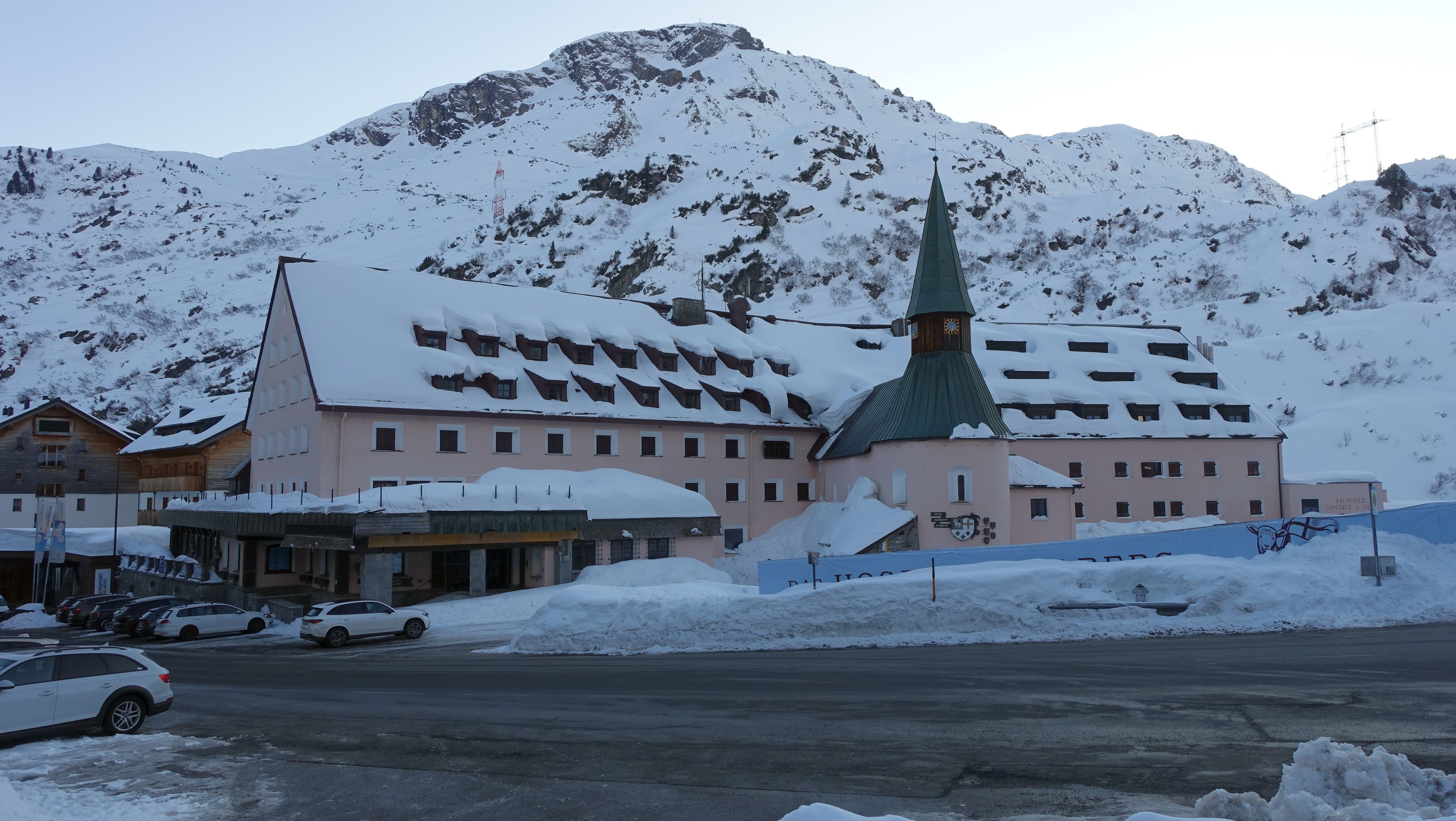
Hospiz der Bruderschaft (2025)
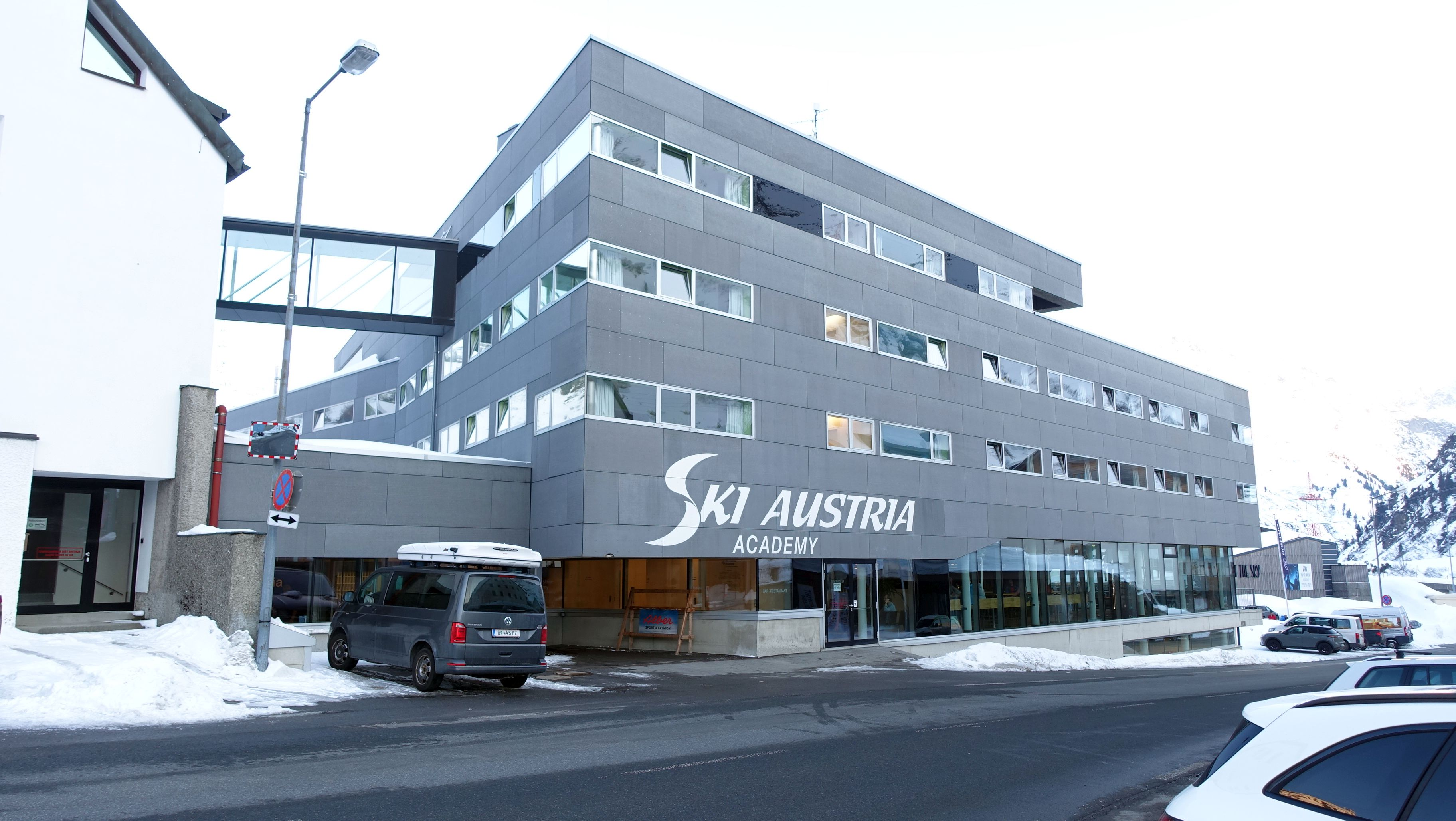
Ski Akademie
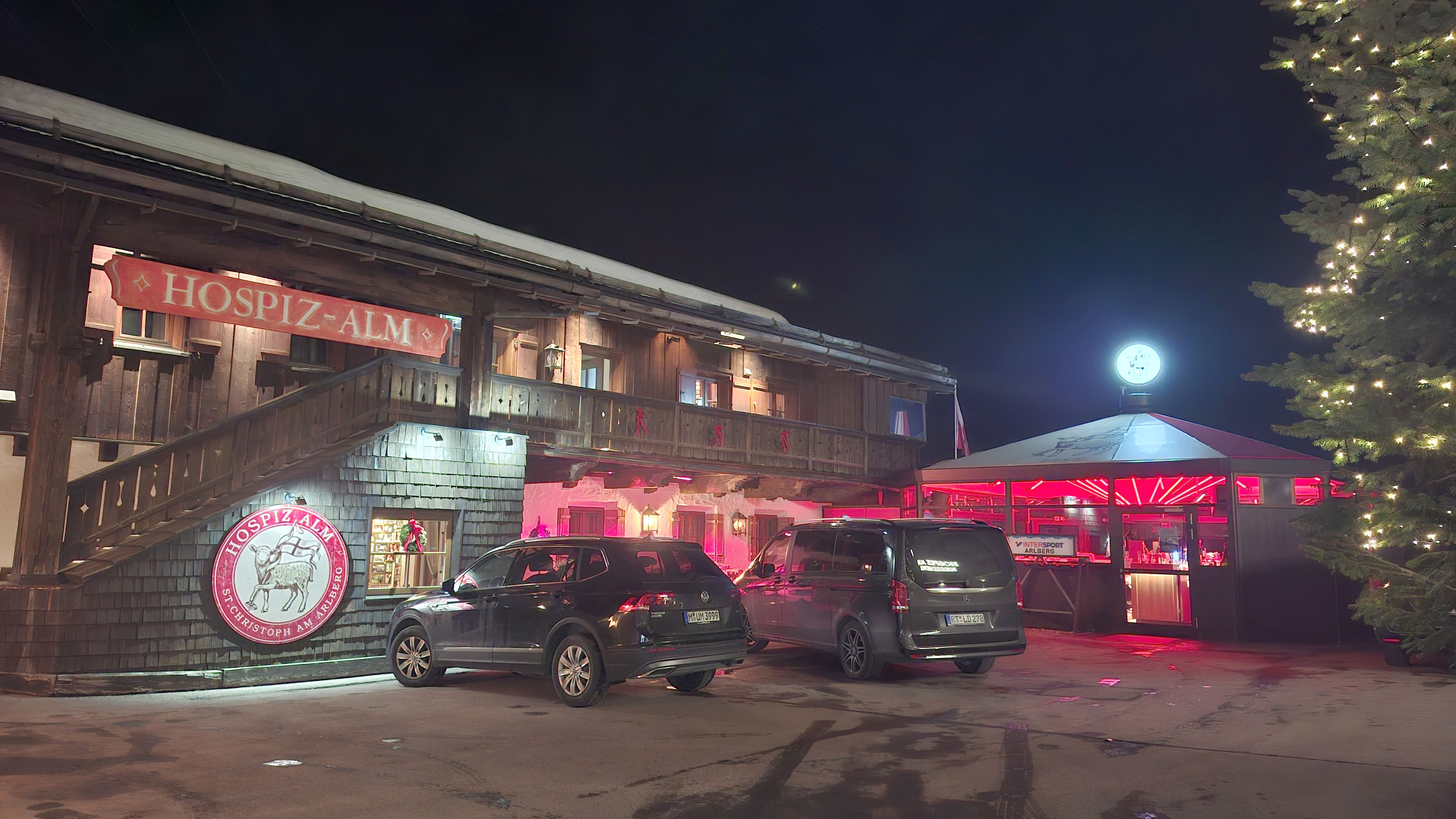
Après-Ski bei der Hospiz Alm
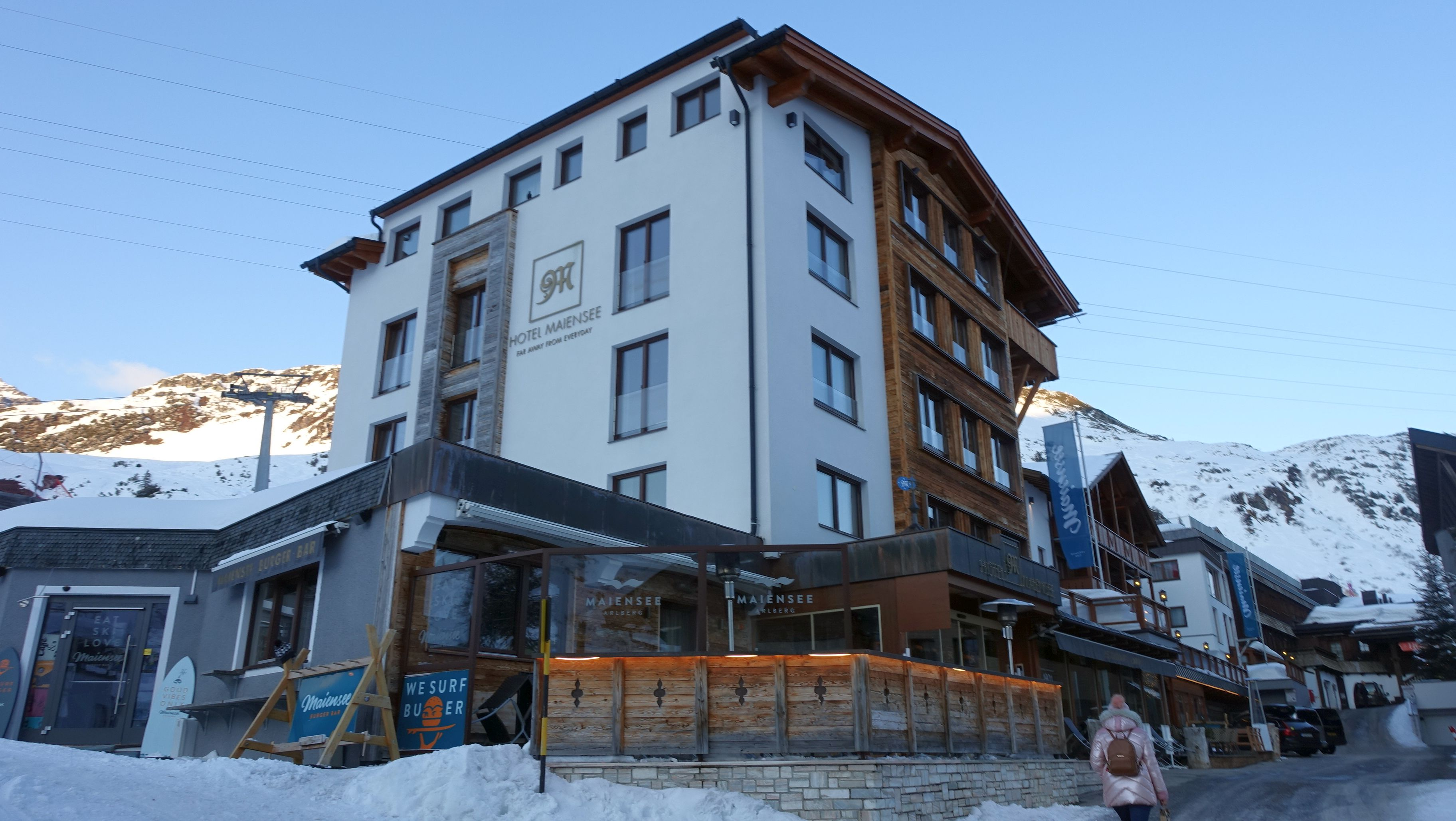
Hotel Maiensee direkt an der Christophsbahn